# Hugo Badalić
Hugo Badalić, född 18 september 1851 i Slavonski Brod, död 4 maj 1900 i Zagreb, var en kroatisk författare.
Badalić debuterade 1874 med dikter, av vilka balladen Panem et circeses blev särskilt ryktbar. Badalić, som dog som gymnasierektor, har utgett ett urval av kroatiska litteraturprov, författat libretton till en opera samt översatt Shakespeare och Goethe till kroatiska.